# Sōshirō Tanida
Sōshirō Tanida (japanisch 谷田 壮志朗 Tanida Sōshirō; * 10. Juli 2005 in der Präfektur Tokio) ist ein japanischer Fußballspieler.

## Karriere
Sōshirō Tanida spielte in der Jugendmannschaft des JEF United Ichihara Chiba. Die erste Mannschaft des Vereins spielt in der zweiten japanischen Liga. Als Jugendspieler kam er in der Saison 2022 einmal in der zweiten Liga zum Einsatz. Sein Zweitligadebüt gab Sōshirō Tanida am 17. August 2022 (28. Spieltag) im Heimspiel gegen Ventforet Kofu. Bei dem 0:0-Unentschieden wurde er in der 87. Spielminute für Shūto Tanabe eingewechselt. Am 1. Februar 2024 unterschrieb er bei JEF United seinen ersten Profivertrag. In der Saison 2024 kam er jedoch nur zu einem Einsatz im J.League Cup gegen Kataller Toyama (2:4). Am 1. April 2025 wechselte er auf Leihbasis an den Drittligisten Kagoshima United FC.